# Cine Atlántico
El Cine Atlántico (en portugués: Cine Atlântico antes el Cine Imperio o bien Cinema Império) es una sala de espectáculos de la ciudad de Luanda, la capital del país africano de Angola. 
El Cine-Atlântico,  fue inicialmente pensado para ser edificado en la Bahía de Luanda, con parte sobre el agua, más tal cosa no fue permitida; se situó entonces en el centro de Luanda. Es una sala de espectáculos al aire libre, con capacidad para 1500 espectadores.
No se sabe con certeza si la obra fue terminada en 1962 o 1964, más si se conoce que fue inaugurada en 1966 con el filme My Fair Lady.